# Symphurus plagiusa
Symphurus plagiusa is een straalvinnige vissensoort uit de familie van de hondstongen (Cynoglossidae). De wetenschappelijke naam van de soort is  gepubliceerd in 1766 door Linnaeus als Pleuronectes plagiusa .